# Botswana ved sommer-PL 2008
Botswana deltog i de paralympiske sommerlege 2008 i Beijing. Blandt landets deltagere var Tshotlego Morama, som vandt guld i sprint under paralympiske sommerlege 2004 i Athen.